# Мания величия (альбом)
| Оценки критиков | Оценки критиков |
| Источник        | Оценка          |
| --------------- | --------------- |
| Darkside        | 7/10            |

«Ма́ния вели́чия» — дебютный альбом группы «Ария», записанный в неполном составе с одним гитаристом — Владимиром Холстининым. Большую часть музыки для альбома написал бас-гитарист Алик Грановский (иногда в соавторстве с Холстининым), а большинство текстов написал Александр Елин.
Это единственный альбом группы, вошедший в список «100 магнитоальбомов советского рока» Александра Кушнира.

## История создания
Альбом записан в конце 1985 года и распространялся на кассетах в формате магнитоальбома (самиздат). В создании альбома принимали участие музыканты: вокалист Валерий Кипелов, бас-гитарист Алик Грановский, гитарист Владимир Холстинин, барабанщик Александр Львов и клавишник (бэк-вокалист) Кирилл Покровский.
Альбом был реставрирован в 1993 году Евгением Трушиным и издан на CD в 1994. Обложка альбома представляет собой нагромождение скал в виде логотипа группы — отсылка к песне «Бивни чёрных скал». В оформлении обложки отсутствует его название. Другим альбомом группы с такой особенностью является «Генератор зла».
В альбом не вошла песня Виктора Векштейна (на стихи московской поэтессы Любови Воропаевой) «Вулкан».
На песню «Позади Америка» был снят видеоклип, который был включен в эфир телепрограммы «Взгляд» 28 января 1988 года.

## Особенности альбома
Песня «Волонтёр» имеет сложную и загадочную структуру. Начало являет собой атмосферный поток звука. Сама песня, в записи вокала которой, помимо Валерия Кипелова, принимали участие Кирилл Покровский и Владимир Холстинин, длится следующие 5 минут, а на оставшееся время приходится также «эмбиентная» концовка — слышны завывания ветра и звенящий монотонный звук. Последнюю минуту в песне можно услышать голоса, произносящие нечто неразборчивое. По словам Владимира Холстинина, в концовку были добавлены «обрывки невнятных разговоров для создания настроения».
В записи композиции участвовали знакомые музыкантов из Гнесинского училища.
В 2001—2002 годах проходил тур «Классическая Ария» с симфоническим оркестром, на котором исполнялась «увертюра», состоящая из песен «Мания величия», «Осколок льда», «Тореро», «Штиль» и «Потерянный рай». В 2010 году видеонарезкой под эту композицию, получившей название «Классическая Ария», открывались юбилейные концерты.
После ухода Валерия Кипелова из группы, песни «Мечты» и «Тореро» исполняются его группой. Также «Тореро» исполняется группой «Мастер», причём в новых аранжировках, а также и на акустических концертах. В составе с Артуром Беркутом время от времени в концерты включалась песня «Волонтёр», позже исполнялась с Михаилом Житняковым в 2012—2013 годах, а также была включена в программы туров «Гость из Царства Теней. Финальный аккорд» и «Это Рок».

## Дополнительная информация
- Альбом стал первым и последним в «Арии» для барабанщика Александра Львова. При записи следующего альбома он уступил своё место Игорю Молчанову, а сам занял пост звукорежиссёра.
- Песня «Тореро» была использована в фильме «Дорогая Елена Сергеевна». Сами участники группы узнали об этом, уже посмотрев фильм, авторы песни нигде в фильме не упоминаются. Валерий Кипелов сказал, что группа не поощряла насилия (имелась в виду сцена, где использована песня), а Корриду они рассматривают как искусство.
- Песня «Жизнь задаром» ни разу не исполнялась на концертах.

10.04.2011 Дмитрий, Москва: Скажите, что, за все 25 с половиной лет песня «Жизнь задаром» так и не разу не была исполнена ни на одном концерте? Если всё-таки была, то киньте, пожалуйста ссылку, если вас не затруднит. 
 Владимир Холстинин: Действительно, ни разу не исполняли эту песню.— Интерактив с Владимиром Холстининым на Официальном сайте группы.
- На этом альбоме гитарные партии для двоих гитаристов исполнены Владимиром Холстининым, поскольку второго гитариста в группе ещё не было.
- Песня «Это рок» была включена в сет-лист тура к 15-летию группы; в 2024 году  композиция вошла и дала название туру редко исполняемых песен, в 2025 году вышел одноимённый концертный альбом, записанный в туре, в который также вошли композиции «Мания величия» как Outro и «Позади Америка» как бонус-трек[6].
- Песня «Волонтёр» изначально называлась «Исповедь наёмника».
- В 2015 году, в честь 30-летия «Арии», группа «Аэлла» выпустила трибьют-альбом «Мания величия», в который вошли все песни с этого альбома.
- Альбом был высоко оценён ютуб-каналом канадского музыкального критика и культурного антрополога Сэма Данна «BANGERTV — All Metal»[7].

## Список композиций
Все тексты написаны Александром Елиным, кроме отмеченных.
| №  | Название                       | Текст песни       | Музыка                              | Английское издание    | Длительность |
| -- | ------------------------------ | ----------------- | ----------------------------------- | --------------------- | ------------ |
| 1. | «Это рок»                      |                   | Владимир Холстинин, Алик Грановский | This Is Fate          | 5:54         |
| 2. | «Тореро»                       | Маргарита Пушкина | Грановский                          | Torero                | 5:29         |
| 3. | «Волонтёр»                     |                   | Холстинин, Грановский               | Volunteer             | 8:24         |
| 4. | «Бивни чёрных скал»            |                   | Грановский                          | Tusks of Black Cliffs | 4:51         |
| 5. | «Мания величия» (инструментал) | —                 | Кирилл Покровский                   | Megalomania           | 1:49         |
| 6. | «Жизнь задаром»                |                   | Холстинин, Грановский               | Life for Nothing      | 4:19         |
| 7. | «Мечты»                        |                   | Валерий Кипелов                     | Dreams                | 5:16         |
| 8. | «Позади Америка»               |                   | Холстинин, Грановский, Покровский   | America Left Behind   | 5:14         |

## Участники записи
- Валерий Кипелов — вокал.
- Владимир Холстинин — гитара, вокал (3).
- Алик Грановский — бас-гитара.
- Кирилл Покровский — клавишные, бэк-вокал, вокал (3).
- Александр Львов — ударные.
- Менеджер — Виктор Векштейн.
- Художники — Василий Гаврилов и Александр Гаврилов.
- Дизайн-художник — Екатерина Шевченко.